# Dynasphere
Dynasphere é um veículo elétrico do tipo "monowheel" (Monowheel é um veículo de uma roda semelhante ao monociclo, com a diferente de que o piloto do monowheel fica sentado dentro da roda e não sobre a roda como no monociclo).
O dynasphere (por vezes grafada dynosphere) foi patenteado em 1930 pelo inventor John Archibald Purves (ou J.A. Purves) em Taunton, Inglaterra, inspirado em desenhos de Leonardo da Vinci.
Inicialmente, J.A. Purves desenvolveu um protótipo elétrico e logo após, outro movido a gasolina. Os dois tinham uma potencia de 2,5 a 6 CV, em motores de 2 cilindros. Com 3 metros de altura, o melhor protótipo de J.A. Purves chegou na velocidade máxima de 48 km/h. O banco do condutor do dynasphere é montada no interior da roda, sobre trilhos e logo acima do motor. 
Em 1932, o invento apareceu da revista Popular Science e em 1935, foi matéria da revista Meccano Magazine. Mesmo com as divulgações em revistas especializadas, o dynasphere não teve apoio comercial para uma produção em massa, devida a problemas de dirigibilidade e frenagem.